# 金色の嘘
『金色の嘘』（きんいろのうそ、The Golden Bowl）は、2000年のアメリカ合衆国/イギリス/フランス合作のドラマ映画。ジェームズ・アイヴォリー監督、ユマ・サーマン、ジェレミー・ノーサム、ケイト・ベッキンセイル、ニック・ノルティ、ジェームズ・フォックス、アンジェリカ・ヒューストン出演。1904年に出版されたヘンリー・ジェイムズの傑作とされている『黄金の盃（金色の盃）』が原作で、ルース・プラワー・ジャブヴァーラが脚色を担当した。

## ストーリー
1903年、そこでアメリーゴ公爵はシャーロットに、先祖の話を交えながらローマのウゴリーニ城を案内していた。2人は相思相愛の仲だったが、アメリーゴは、アメリカの富豪アダム・ヴァーヴァーの娘であるマギーと結婚することになり、彼はシャーロットに自分よりも金持ちで、人格的に優れている相手を見つけてほしいと考えていた。その後マギーへの結婚祝いとして贈る品を選びに、アメリーゴとシャーロットは美術品店に行き、美術商から一つの水晶から作られ、金箔で飾り付けられている「黄金の盃」を見せられ、シャーロットは考える時間が欲しいと、美術商に盃を取り置いてもらうことにした。彼女はアメリーゴに、その盃が贈り物として良いというが、彼は彼女が気づかなかった、盃についたかすかな傷を見つけていた。
マギーはシャーロットを家に招き入れ、彼女がいれば父親を1人にしなくてすむとシャーロットを信頼し、アメリーゴと一緒に、彼の故郷のローマにあるウゴリーニ城へ行くことにした。シャーロットと2人きりになったアダムは、彼女に秘蔵品であるラファエロ・サンティの絵画を見せ、自分の故郷に建てる美術館のために絵画を買い漁っていると話す。次第に、妻を亡くして孤独だったアダムは、シャーロットに好意を抱くようになり、彼女もそれを受け入れるように優しく接していた。1ヶ月後、ローマにいたアメリーゴとマギーの元にアダムから手紙が届き、シャーロットと結婚することになったことと、城の改修具合を確かめに2人でローマを訪れることが知らさせる。アメリーゴは、シャーロットが自分の義母になるという行動を起こしたことに困惑し、彼女にマギーたち親子に対しては協力して気遣いをしなければならないと伝える。
それから3年後のロンドン、アメリーゴとシャーロットは互いの伴侶をよそに、いつも2人で出歩くようになっていた。そして2人の仲は、結婚する前よりも親密になっていく。

## キャスト
| 役名                      | 俳優                       | 日本語吹替   |
| ------------------------- | -------------------------- | ------------ |
| シャーロット・スタント    | ユマ・サーマン             | 篠原恵美     |
| アメリーゴ公爵            | ジェレミー・ノーサム       | 江原正士     |
| マギー・ヴァーヴァー      | ケイト・ベッキンセイル     | 茂呂田かおる |
| アダム・ヴァーヴァー      | ニック・ノルティ           | 池田勝       |
| ボブ・アシンガム          | ジェームズ・フォックス     | 千田光男     |
| ファニー・アシンガム      | アンジェリカ・ヒューストン | 此島愛子     |
| 美術商 A・R・ジャーヴィス | ピーター・アイア           | 北村弘一     |
| キャッスルディーン夫人    | マデリーン・ポッター       | 坪井木の実   |
| キャッスルディーン卿      | ニコラス・デイ             | 石井隆夫     |
| ブリント                  | ロビン・ハート             | 宗矢樹頼     |

## スタッフ
- 監督：ジェームズ・アイヴォリー
- 脚本：ルース・プラワー・ジャブヴァーラ
- 原作：ヘンリー・ジェイムズ 『黄金の盃（英語版）』
- 製作：イスマイル・マーチャント
- 製作総指揮：ポール・ブラッドリー、リチャード・ハウリー
- 撮影監督：トニー・ピアース＝ロバーツ
- プロダクションデザイナー：アンドリュー・サンダース
- 編集：ジョン・デヴィッド・アレン
- 音楽：リチャード・ロビンズ（英語版）
- 衣裳デザイン：ジョン・ブライト
- キャスティング：セレスティア・フォックス
- 日本語字幕：石田泰子
- 吹替翻訳：高山美香
- 吹替演出：高桑一
- 吹替製作：ケイエスエス